# Планшет

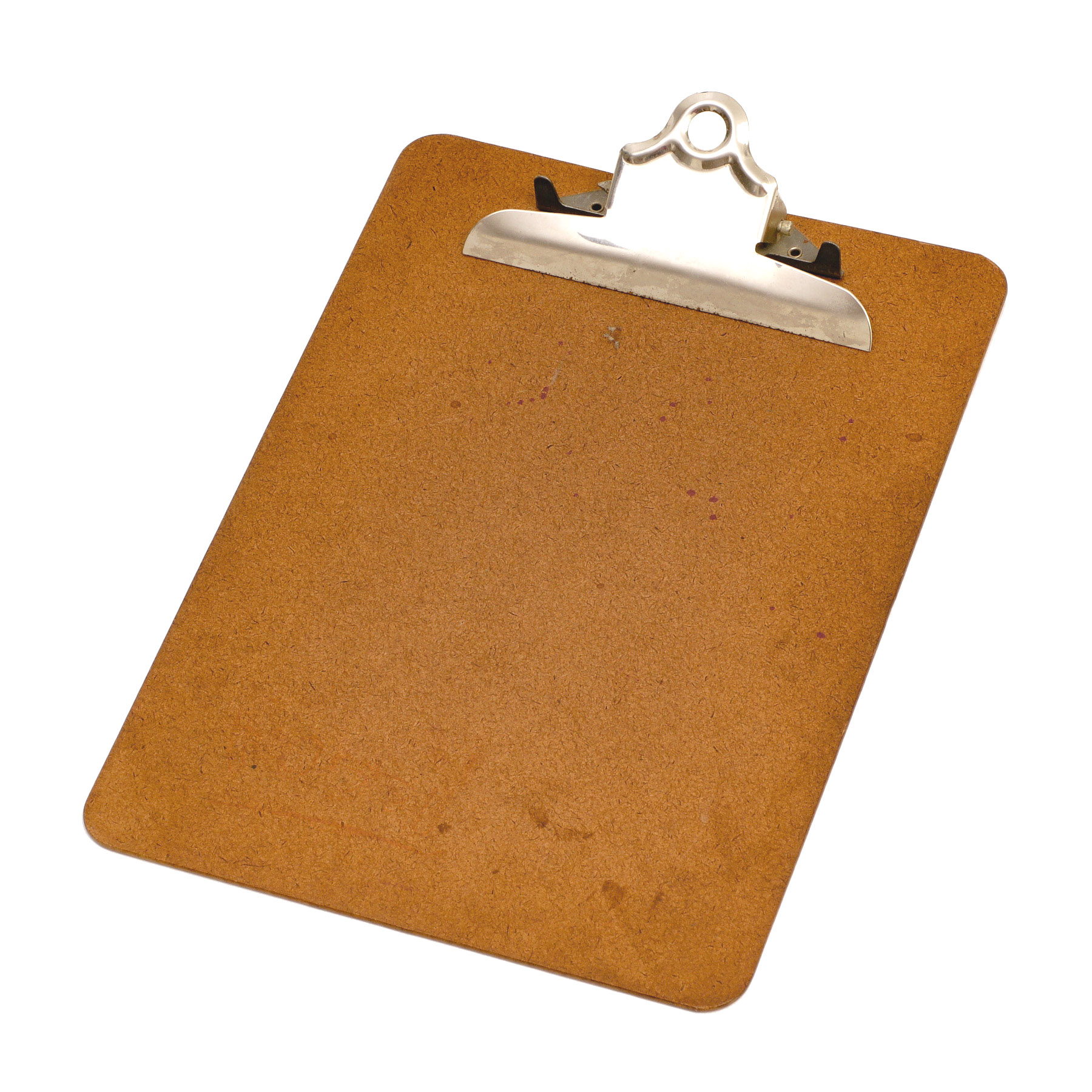
Деревянный планшет

Планшет (фр. planchette) — доска или алюминиевый лист, на которой крепится, например, бумага при составлении карты местности, часть мензулы.
Типографская бумага весьма подвержена деформации (деформация влажной бумаги достигает 2 %) и наклеивание на жёсткую основу позволяет уменьшить искажение напечатанного топографического материала. Размеры алюминиевого планшета обычно 500×500 мм.
Существует также планшет для записей, или канцелярский планшет. Его называют клипборд (англ. Clipboard). Он представляет собой лист плотного картона или другого материала, обычно размером чуть больше листа А4, с зажимом для крепления листов бумаги, бланков или тетради. Предназначен для записи в полевых условиях.
Счёты также являются одной из древнейших разновидностей планшетов.